# Марш Шермана к морю
Марш Шермана к морю (Sherman’s March to the Sea) — поход армии Союза под руководством генерала Шермана к побережью Атлантики в ноябре — декабре 1864 года на западном театре гражданской войны в США. Операция протекала на территории штата Джорджия, её результатом стало взятие порта Саванна в декабре 1864 года. Также кампания известна как Саваннская операция.
Данная кампания была неотъемлемой частью стратегии главнокомандующего армиями Севера генерала Улисса Гранта, назначенного на этот пост 12 марта 1864 года. Планировалось, что генерал Шерман по тылам конфедератов прорвется к Атланте, а оттуда — к побережью Мексиканского залива  и тем самым рассечёт территорию противника надвое. Захват Атланты в начале сентября создал условия для осуществления второй части стратегического плана — собственно «Марша к морю». После захвата Атланты Шерман по согласованию с Грантом изменил направление удара и от Атланты двинулся к находившемуся на побережье Атлантического океана порту Саванне, что оказалось ещё эффективнее.

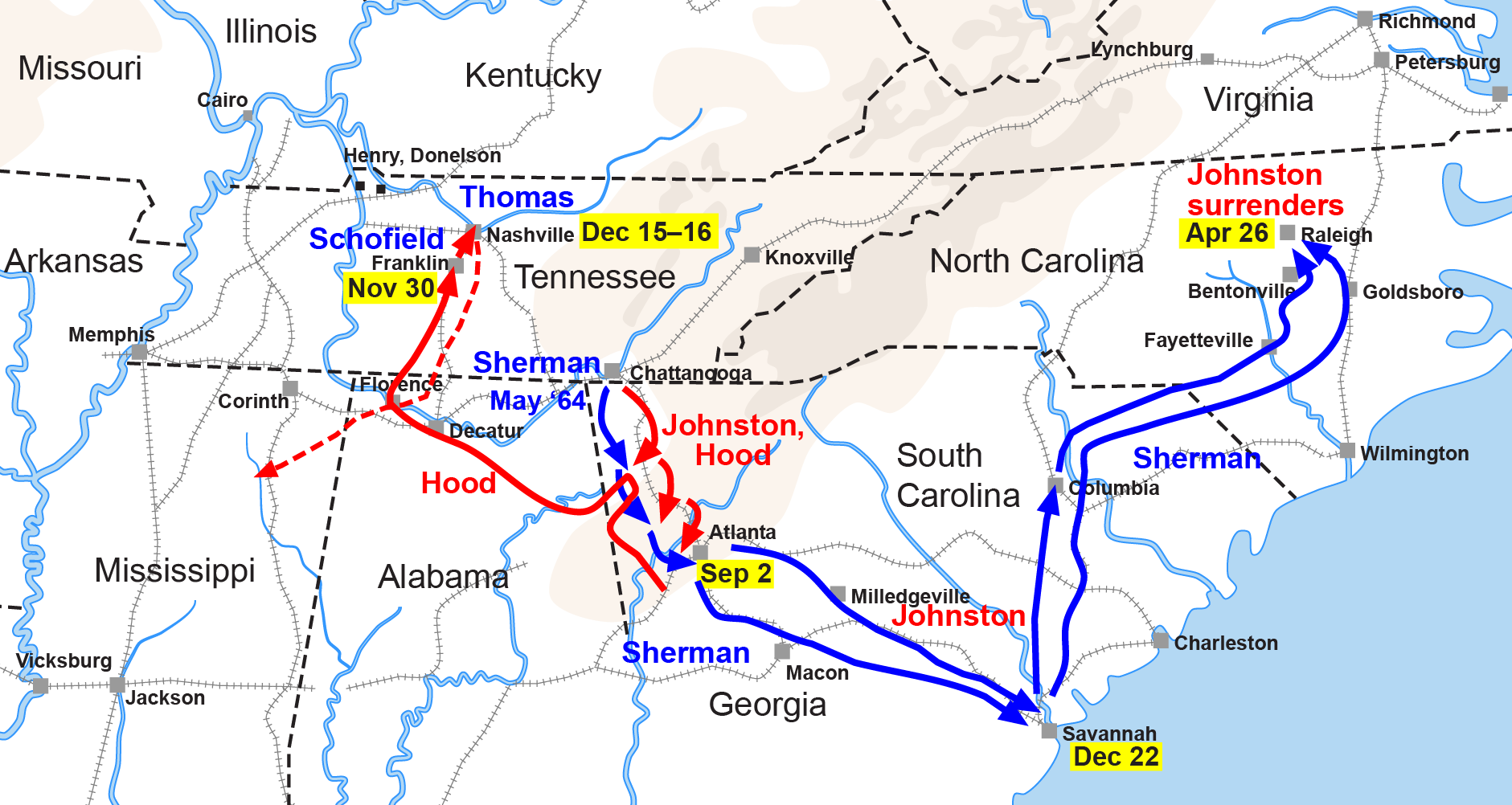
Марш к морю

Из-за широкого применения войсками Союза методов выжженной земли, масштабного разрушения гражданской инфраструктуры, разграбления и уничтожения частной собственности мирного населения марш Шермана рассматривается многими историками как один из ранних примеров тотальной войны в современной истории.

## Предыстория
Силы Союза перед началом сражения составляли 62 000 человек, силы Конфедерации — не более 13 000 человек.

## Марш
Шерман выступил из Атланты 15 ноября 1864 года. В его распоряжении были две армии двухкорпусного состава каждая: Теннессийская армия Оливера Ховарда и Джорджианская армия Слокама, в целом насчитывавшие около 62 000 человек. Этим силам вторжения южане смогли противопоставить только небольшую армию Уильяма Харди, численность которой обычно не превышала 13 000 человек.